# Bacouel-sur-Selle
Bacouel-sur-Selle (picardisch: Bacoué-su-Selle) ist eine nordfranzösische Gemeinde mit 466 Einwohnern (Stand 1. Januar 2022) im Département Somme in der Region Hauts-de-France. Die Gemeinde liegt im Arrondissement Amiens und gehört zum Kanton Ailly-sur-Noye.

## Geographie
Die Gemeinde liegt größtenteils am linken (westlichen) Ufer der Selle und grenzt im Westen an die Gemeinde Creuse. Sie erstreckt sich im Osten rund sieben Kilometer südwestlich von Amiens. Das Gemeindegebiet wird im Nordwesten von der Bahnstrecke Amiens-Rouen durchzogen; es wurde weiter von der seit dem Ende der 1980er Jahre stillgelegten Bahnstrecke von Amiens nach Beauvais durchzogen. Der Ortsteil La Montagne liegt östlich der Selle.

## Geschichte
Die Herrschaft von Bacouel gehörte der Familie d’Alboval.
| 1962 | 1968 | 1975 | 1982 | 1990 | 1999 | 2006 | 2011 |
| ---- | ---- | ---- | ---- | ---- | ---- | ---- | ---- |
| 255  | 227  | 257  | 326  | 392  | 574  | 519  | 468  |

## Verwaltung
Bürgermeister (maire) ist seit 2001 Jean-François Corniquet.

## Sehenswürdigkeiten
- Kriegerdenkmal vor der Mairie-école